# Riesgos de los viajes en el tiempo
Riesgos de los viajes en el tiempo, en su título original en inglés Hazards of Time Travel, es una novela distópica de ciencia ficción social de 2018 de Joyce Carol Oates. Cuenta la historia de Adriane Strohl, una joven de 17 años que vive en una América distópica en 2039. Después de su incendiario discurso de graduación, es enviada de regreso a la reeducación en el año 1959. Oates comenzó a escribirla en 2011.

## Recepción
The Guardian describió Hazards of Time Travel como una "lectura implacablemente inquietante", elogiando la capacidad de la autora para escribir de manera convincente sobre "la omnipresente miseria de vivir con miedo", pero también destacando que el libro "parece esquelético, superinteligente, pero de alguna manera agotado". Parece haber sido escrito en forma abreviada."